# العلاقات السورينامية الفيجية
العلاقات السورينامية الفيجية هي العلاقات الثنائية التي تجمع بين سورينام وفيجي.

## مقارنة بين البلدين
هذه مقارنة عامة ومرجعية للدولتين:
| وجه المقارنة                                              | سورينام                        | فيجي                                                                 |
| --------------------------------------------------------- | ------------------------------ | -------------------------------------------------------------------- |
| المساحة (كم2)                                             | 163.27 ألف                     | 18.27 ألف                                                            |
| عدد السكان (نسمة)                                         | 563.40 ألف                     | 915.30 ألف                                                           |
| الكثافة السكانية (ن./كم²)                                 | 3.45                           | 50.1                                                                 |
| العاصمة                                                   | باراماريبو                     | سوفا                                                                 |
| اللغة الرسمية                                             | اللغة الهولندية                | لغة إنجليزية، اللغة الفيجية، اللغة الفيجي الهندية، اللغة الهندستانية |
| العملة                                                    | دولار سورينامي، غيلدر سورينامي | دولار فيجي                                                           |
| الناتج المحلي الإجمالي (بليون دولار)                      | 3.32 مليار                     | 5.06 مليار                                                           |
| الناتج المحلي الإجمالي (تعادل القوة الشرائية) بليون دولار | 9.07 مليار                     | 8.32 مليار                                                           |
| الناتج المحلي الإجمالي الاسمي للفرد دولار أمريكي          | 9.48 ألف                       | 4.96 ألف                                                             |
| الناتج المحلي الإجمالي للفرد دولار أمريكي                 | 16.64 ألف                      | 8.79 ألف                                                             |
| مؤشر التنمية البشرية                                      | 0.714                          | 0.727                                                                |
| رمز المكالمات الدولي                                      | +597                           | +679                                                                 |
| رمز الإنترنت                                              | .sr                            | .fj                                                                  |
| المنطقة الزمنية                                           | 00                             | ت ع م+12:00                                                          |

## منظمات دولية مشتركة
يشترك البلدان في عضوية مجموعة من المنظمات الدولية، منها:
| علم المنظمة | اسم المنظمة                                 | تاريخ انضمام سورينام | تاريخ انضمام فيجي |
| ----------- | ------------------------------------------- | -------------------- | ----------------- |
|             | تحالف الدول الجزرية الصغيرة                 | ?                    | ?                 |
|             | المنظمة الهيدروغرافية الدولية               | ?                    | ?                 |
|             | الاتحاد البريدي العالمي                     | ?                    | ?                 |
|             | يونسكو                                      | 16 يوليو 1976        | 14 يوليو 1983     |
|             | البنك الدولي للإنشاء والتعمير               | 27 يونيو 1978        | 28 مايو 1971      |
|             | منظمة التجارة العالمية                      | ?                    | ?                 |
|             | وكالة ضمان الاستثمار متعدد الأطراف          | 2 يوليو 2003         | 24 سبتمبر 1990    |
|             | الاتحاد الدولي للاتصالات                    | 15 يوليو 1976        | 5 مايو 1971       |
|             | منظمة الشرطة الجنائية الدولية               | ?                    | ?                 |
|             | مؤسسة التمويل الدولية                       | 1 سبتمبر 2011        | 12 يوليو 1979     |
|             | الأمم المتحدة                               | 4 ديسمبر 1975        | 13 أكتوبر 1970    |
|             | مجموعة دول أفريقيا والكاريبي والمحيط الهادئ | ?                    | ?                 |
|             | منظمة حظر الأسلحة الكيميائية                | ?                    | ?                 |

## وصلات خارجية
- موقع وزارة الخارجية السورينامية
- موقع وزارة الخارجية الفيجية